# Vrijhern
Vrijhern is een plaats in de gemeente Hoeselt, gelegen ten zuiden van Sint-Huibrechts-Hern.
Vrijhern was vanouds een vrije heerlijkheid, die in 1796 bij Riksingen werd ingedeeld. In 1972 werd Riksingen, en dus ook Vrijhern, onderdeel van de fusiegemeente Tongeren, om in 1977 over te gaan naar de fusiegemeente Hoeselt.
Vrijhern is vooral bekend om de Kluis van Vrijhern, die in 1710 werd gebouwd. Ook de Sint-Annakapel uit 1653, bevindt zich te Vrijhern.
Ten zuiden van Vrijhern bevindt zich het natuurgebied Hasselbos en ten oosten het natuurgebied Wijngaardbos.

## Nabijgelegen kernen
Neerrepen, Riksingen, Sint-Huibrechts-Hern